# Liste des représentants permanents de la France auprès de l'OCDE

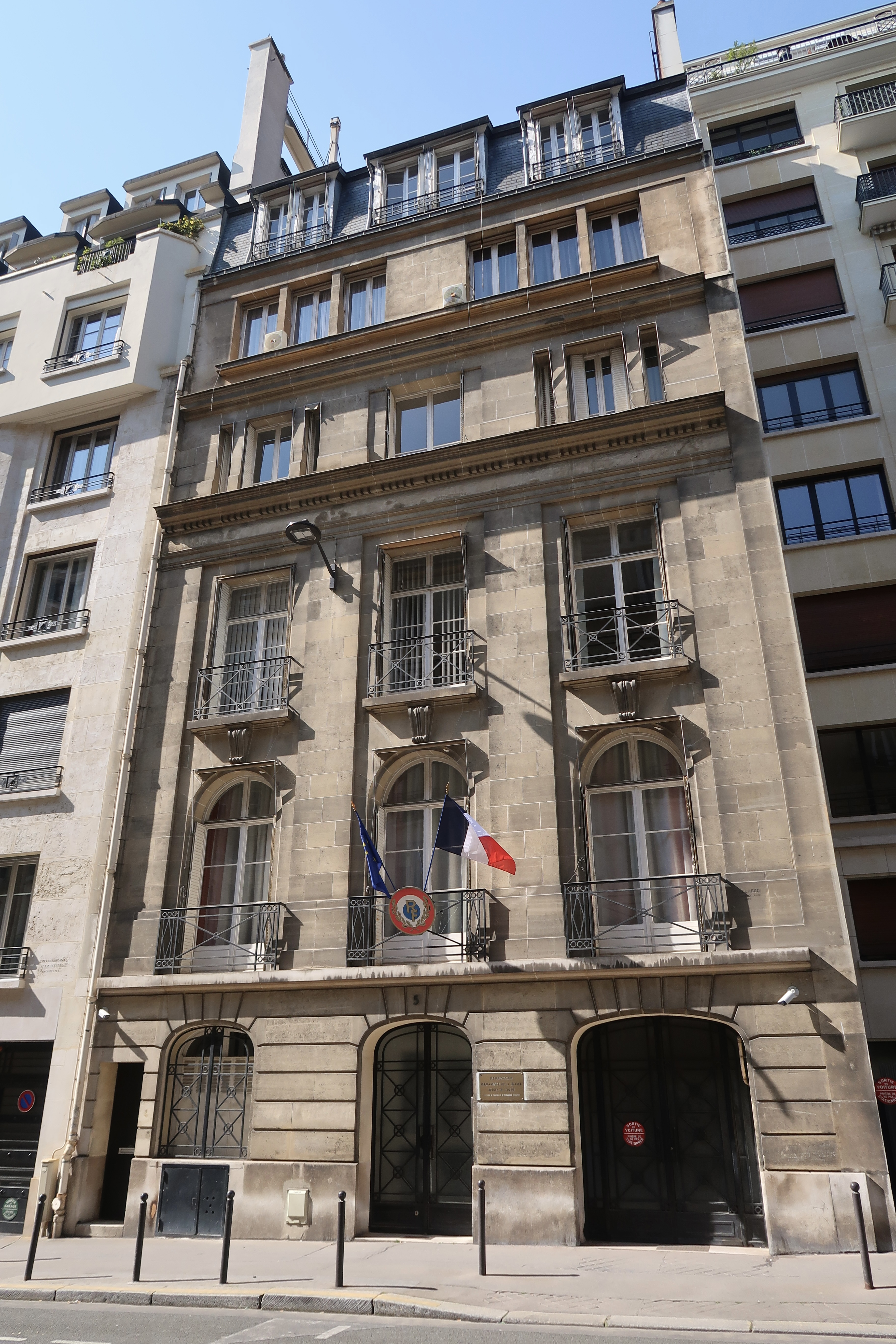
Siège de la représentation permanente au 5 rue Oswaldo-Cruz à Paris.

La liste des représentants permanents de la France auprès de l'OCDE recense, par ordre chronologique, les diplomates qui ont occupé le poste de représentant permanent de la France, avec rang et prérogatives d'ambassadeur, auprès de l'Organisation de coopération et de développement économiques (OCDE) à Paris.
Le siège de la représentation permanente est situé 5 rue Oswaldo-Cruz dans le 16e arrondissement de Paris (48° 51′ 22,8″ N, 2° 16′ 08,5″ E).
Le poste est méconnu du grand public. Il est recherché par les diplomates de métier ou d'anciens ministres pour ses responsabilités, l'emplacement de son siège à Paris et sa rémunération attractive.

## Liste
| Représentant                                 | Décret de nomination | Décret de nomination | Photo                                |
| -------------------------------------------- | -------------------- | -------------------- | ------------------------------------ |
| François Valéry (d)                          | 15 mars 1965         |                      |                                      |
| Jean-Marc Boegner                            | 30 octobre 1975      | [ a ]                |                                      |
| Christian d'Aumale (d)                       | 25 juillet 1978      | [ b ]                |                                      |
| Émile Cazimajou (d)                          | 10 mai 1982          | [ c ]                |                                      |
| Marc Bonnefous (en)                          | 27 juillet 1987      | [ d ]                |                                      |
| Bernard Bochet (d)                           | 17 janvier 1989      | [ e ]                |                                      |
| Jacques-Alain Le Chartier de Sédouy          | 29 mars 1991         | [ f ]                |                                      |
| Marie-Claude Cabana (d)                      | 18 mars 1993         | [ g ]                |                                      |
| Joëlle Bourgois                              | 25 janvier 1999      | [ h ]                |                                      |
| Dominique Perreau (d)                        | 28 novembre 2002     | [ i ]                |                                      |
| Xavier Darcos                                | 17 juin 2005         | [ j ]                |                                      |
| Philippe Marland                             | 31 mai 2007          | [ k ]                |                                      |
| Roger Karoutchi                              | 3 juillet 2009       | [ l ]                |                                      |
| Pascale Andréani                             | 24 août 2011         | [ m ]                |                                      |
| Pierre Duquesne (d)                          | 2 octobre 2014       | [ n ]                | Pas d'image libre de Pierre Duquesne |
| Catherine Colonna                            | 4 octobre 2017       | [ o ]                |                                      |
| Jean-Pierre Jouyet                           | 19 juin 2019         | [ p ]                |                                      |
| Muriel Pénicaud                              | 26 août 2020         | [ q ]                |                                      |
| Amélie de Montchalin                         | 23 novembre 2022     | [ r ]                |                                      |
| Nathalie Beras (d) (chargée d'affaires a.i.) | 23 décembre 2024     | -                    |                                      |